# كاروانجي
كَارَوَانِجِي قرية في مقاطعة أصفهان، إيران. عدد سكان هذه القرية هو 329 في سنة 2006.